# Три королі (фільм)
«Три королі» (англ. Three kings) — художній драматичний фільм з елементами комедії 1999 року режисера Девіда О. Расселла.

## Сюжет
Розповідає про чотирьох військовиків армії США напередодні деокупації Іраку 1991 року, що пустилися в авантюру з пошуку награбованого військами Саддама кувейтського золота.

## У ролях
- Джордж Клуні — Арчі Гейтс
- Марк Волберг — Трой Барлоу
- Ice Cube — Чіф Елджін
- Спайк Джонз — Конрад Віг
- Кліфф Кертіс — Амір Абдула
- Нора Данн — Адріана Крус
- Джеймі Кеннеді — Волтер
- Саїд Тагмауї — капітан Сід
- Мікелті Вільямсон — полковник Рон Горн
- Голт Маккелені — капітан Даг Ван Метр
- Девід О. Расселл — Голлівудська зірка (камео)